# مأمون‌الاسلام
مأمون‌الاسلام (انگلیسی: Mamunul Islam؛ زادهٔ ۱۲ دسامبر ۱۹۸۸) بازیکن فوتبال اهل بنگلادش است.
از باشگاه‌هایی که در آن بازی کرده است می‌توان به باشگاه فوتبال شیخ راسل، باشگاه فوتبال آباهانی داکا، باشگاه فوتبال شیخ جمال دانموندی، و باشگاه ورزشی محمدان (داکا) اشاره کرد.
وی همچنین در تیم‌های ملی فوتبال زیر ۲۳ سال بنگلادش و بنگلادش بازی کرده است.
وی در مسابقات کشوری و بین‌المللی در مجموع برندهٔ ۱ مدال طلا شده است.